# Кэдбери, Джон
Джон Кэ́дбери (англ. John Cadbury; 12 августа 1801, Бирмингем, Англия, Британская империя — 11 мая 1889, там же) — английский предприниматель, основатель компании по производству кондитерских изделий Cadbury, которая изначально базировалась в Бирмингеме.

## Биография
Джон Кэдбери родился в Бирмингеме 12 августа 1801 года в семье Ричарда Тэппера Кэдбери и его жены Элизабет Хед. Он происходил из богатой семьи квакеров, которая переехала в этот район с запада Англии. Джон посещал в школу при Школе квакеров Джозефа Кросфилда (Joseph Crosfields Quaker School)  в Хартсхилле, графство Уорикшир. Как квакеру ему в те времена не разрешали поступать в университет, поэтому он не мог заниматься такими профессиями, как медицина или юриспруденция. Поскольку квакеры исторически являлись пацифистами, о военной карьере также не могло быть и речи. Поэтому, как и многие другие квакеры того времени, он направил свою энергию на бизнес.
В 1818 году, в возрасте 17 лет, он стал учеником купца из Лидса. Вернувшись в 1824 году в Бирмингем, открыл продуктовый магазин на Булл-стрит, модном тогда районе города, а через семь лет, в 1831-м, арендовал небольшую фабрику в Крукед-Лейн для производства шоколадных напитков и батончиков. Он, как и семья Кэдбери в целом, обеспечивал рабочие места и предоставлял хорошие условия труда для своих работников. Кроме того, Джон Кэдбери начал кампанию против жестокого обращения с животными, сформировав Общество друзей животных (Animals Friends Society), прообраз сегодняшнего Королевского общества по предотвращению жестокого обращения с животными (Royal Society for the Prevention of Cruelty to Animals.
Между тем, производственное предприятие Cadbury процветало. Его брат Бенджамин присоединился к бизнесу в 1848 году, и они арендовали большую фабрику на Бридж-стрит, в самом центре Бирмингема. Два года спустя, в 1850-м, братья Кэдбери вышли из розничного бизнеса, оставив его в руках сына Джона, Ричарда Барроу Кэдбери. В 1854-м компания братьев Cadbury Brothers of Birmingham стала официальным поставщиком какао и шоколада для двора королевы Виктории.
Бенджамин и Джон Кэдбери прекратили партнёрство в 1860 году. В 1861-м Джон отошёл от дел, его сыновья Ричард и Джордж сменили его в бизнесе.
Умер Джон Кэдбери 11 мая 1889 года в Бирмингеме в возрасте 87 лет. Похоронен на Уиттонском кладбище города.

## Семья
Джон Кэдбери был дважды женат. В 1826 году он женился на Присцилле Энн Даймонд (1799—1828), но она умерла два года спустя. В 1832 году он женился на своей второй жене — Кэндии Барроу (1805—1855), от которой родились семеро детей: Джон (1834—1866), Ричард (1835—1899), Марайя (1838—1908), Джордж (1839—1922), Джозеф (1841—1841), Эдвард (1843—1866) и Генри (1845—1875).

## Наследие
В 1879 году сыновья Джона Ричард и Джордж переехали в район, расположенный севернее Вустершира, на границах округов Нортфилд и Кингс-Нортон; там, в поместье Борнбрук, которое братья переименовали в Борнвиль, они построили новый завод по производству шоколада. Ныне Борнвиль является главным пригородом Бирмингема.
Компания Cadbury, основы которой заложили Джон и его семья, в наши дни остаётся одной из главных производственных площадок в Великобритании. Более 100 лет в районе, расположенном вокруг фабрики, действовал «сухой закон», алкоголь не продавался в пабах, барах и магазинах. Жители боролись за сохранение этих порядков и в марте 2007 года выиграли судебный процесс против крупнейшей британской сети супермаркетов Tesco, чтобы предотвратить продажу алкоголя в местном магазине.